# Arcade Fire
Arcade Fire (transkr. Arkejd fajer) kanadska je muzička grupa iz Montreala.

## Članovi

### Sadašnji
- Vin Batler — glavni i prateći vokal, gitara, klavir, klavijature, bas gitara, mandolina
- Redžin Šasan — glavni i prateći vokal, harmonika, bubanj, udaraljke, klavir, klavijature, kljunasta flauta
- Ričard Rid Peri — gitara, bas-gitara, kontrabas, klavir, klavijature, sintesajzer, orgulje, čelesta, harmonika, bubanj, udaraljke, prateći vokal
- Tim Kingsberi — bas-gitara, gitara, kontrabas, klavijature, prateći vokal
- Džeremi Gara — bubanj, udaraljke, gitara, klavijature

### Bivši
- Vilijam Batler — sintesajzer, bas-gitara, gitara, udaraljke, sitar, panova frula, trombon, omnikord, muzička testera, kontrabas, koncertina, klarinet, gadulka, prateći vokal
- Džoš Diju — gitara
- Tim Kajl — gitara
- Brendan Rid — bubanj, udaraljke, vokal
- Dejn Mils — bas-gitara, bubanj, udaraljke
- Majls Brosko — bas-gitara
- Hauard Bilerman — bubanj, udaraljke, gitara
- Sara Nojfeld — violina, klavir, klavijature, prateći vokal

## Diskografija

### Studijski albumi
- (2004)
- (2007)
- (2010)
- (2013)
- (2017)
- (2022)
- Pink Elephant (2025)

### izdanja
- (2003)
- (2005)
- (2015)

### Saundtrek albumi
- (sa Ovenom Paletom) (2013)

## Nagrade i nominacije
- Nagrade Gremi

| Godina | Kategorija                         | Nominovano delo | Ishod      |
| ------ | ---------------------------------- | --------------- | ---------- |
| 2006.  | Najbolji album alternativne muzike |                 | Nominacija |
| 2008.  | Najbolji album alternativne muzike |                 | Nominacija |
| 2011.  | Najbolji album alternativne muzike |                 | Nominacija |
| 2015.  | Najbolji album alternativne muzike |                 | Nominacija |
| 2018.  | Najbolji album alternativne muzike |                 | Nominacija |
| 2023.  | Najbolji album alternativne muzike |                 | Nominacija |

- Nagrade Kju

| Godina | Kategorija                             | Nominovano delo | Ishod      |
| ------ | -------------------------------------- | --------------- | ---------- |
| 2007.  | Najbolji album                         |                 | Nominacija |
| 2007.  | Najbolji izvođač uživo                 | —               | Nominacija |
| 2010.  | Najbolji album                         |                 | Nominacija |
| 2010.  | Najbolji spot                          |                 | Nominacija |
| 2010.  | Najbolji izvođač današnjice            | —               | Nominacija |
| 2011.  | Najbolji izvođač današnjice            | —               | Nominacija |
| 2011.  | Najbolji izvođač u proteklih 25 godina | —               | Nominacija |
| 2014.  | Najbolji izvođač današnjice            | —               | Nominacija |
| 2014.  | Najbolji izvođač uživo                 | —               | Nominacija |

## Nastupi u Srbiji
| Datum        | Mesto    | Prostor                 | Napomene                 | Izv.  |
| ------------ | -------- | ----------------------- | ------------------------ | ----- |
| 7. jul 2011. | Novi Sad | Petrovaradinska tvrđava | u okviru festivala Egzit | [ 1 ] |

## Spoljašnje veze
- Zvanični veb-sajt
- na sajtu
- na sajtu
- na sajtu
- na sajtu